# Valleien van de Dijle, Laan en IJse met aangrenzende bos- en moerasgebieden
Valleien van de Dijle, Laan en IJse met aangrenzende bos- en moerasgebieden este o arie protejată (arie specială de conservare — SAC, sit de importanță comunitară — SCI, arie de protecție specială avifaunistică — SPA) din Belgia întinsă pe o suprafață de 4.068 ha, integral pe uscat.

## Localizare
Centrul sitului Valleien van de Dijle, Laan en IJse met aangrenzende bos- en moerasgebieden este situat la coordonatele 50°48′30″N 4°41′00″E / 50.8083°N 4.6833°E.

## Înființare
Situl Valleien van de Dijle, Laan en IJse met aangrenzende bos- en moerasgebieden a fost declarat arie de protecție specială avifaunistică în ianuarie 1900 pentru a proteja 6 specii de animale. Alte tipuri de protecție:
- sit de importanță comunitară (în mai 2002)
- arie specială de conservare (în aprilie 2014)[2][3][4]

## Biodiversitate
Situată în ecoregiunea atlantică, aria protejată conține 11 habitate naturale: Lacuri eutrofice naturale cu vegetație de tip Magnopotamion sau Hydrocharition, Pajiști uscate europene, Formațiuni ierboase bogate în specii de Nardus, dezvoltate pe substraturi silicioase în zone montane (și în zone submontane, în Europa continentală), Liziere de ierburi înalte hidrofile de câmpie și de nivel montan până la alpin, Fânețe de joasă altitudine (Alopecurus pratensis, Sanguisorba officinalis), Mlaștini turboase de tranziție și turbării mișcătoare, Izvoare petrifiante cu formare de travertin (Cratoneurion), Păduri de fag acidofile atlantice, cu subarboret de Ilex și, uneori, de asemenea, Taxus, la nivelul arbuștilor (Quercion robori-petraeae sau Ilici-Fagenion), Păduri de fag Asperulo-Fagetum, Păduri de stejar sau de stejar și carpen sub-atlantice și medio-europene de Carpinion betuli, Păduri aluvionare cu Alnus glutinosa și Fraxinus excelsior (Alno-Padion, Alnion incanae, Salicion albae).
La baza desemnării sitului se află mai multe specii protejate:
- amfibieni (1): triton cu creastă (Triturus cristatus)
- mamifere (1): castor (Castor fiber)
- nevertebrate (2): rădașcă (Lucanus cervus), Vertigo moulinsiana
- pești (2): zglăvoacă (Cottus gobio), boarță (Rhodeus amarus)

Pe lângă speciile protejate, pe teritoriul sitului au mai fost identificate 10 specii de păsări, 1 specie de amfibieni, 11 specii de mamifere.